# Campionati mondiali di pugilato dilettanti 2009
La quindicesima edizione dei Campionati mondiali di pugilato dilettanti del 2009 (AIBA World Boxing Championships) si sono svolti a Milano, Italia, dal 1º al 12 settembre, presso il Mediolanum Forum di Assago.
Ha visto la partecipazione di più di 700 Atleti e 400 Team Officials in rappresentanza di 143 Paesi con oltre 300 media accreditati.
Durante gli 11 giorni di competizione si sono svolti circa 600 incontri per l'assegnazione degli 11 titoli iridati in palio, uno per ogni categoria di peso: 48, 51, 54, 57, 60, 64, 69, 75, 81, 91 e +91 kg.
I match sono tutti composti da 3 round da 3 minuti ciascuno, con intervalli di un minuto fra un round e l'altro.
L'italiano Roberto Cammarelle, concorrente nella categoria dei pesi supermassimi, è stato nominato miglior pugile della competizione.

## Organizzazione
L'AIBA è la federazione internazionale riconosciuta dal CIO che governa la Boxe Olimpica.
Il Comitato Organizzatore Locale (MILOC– Milan Local Organizing Committee) si è costituito nel novembre del 2007 sotto forma di ente no profit che riceve il pieno supporto del C.O.N.I. e della FPI (Federazione Pugilistica Italiana).
Il Comitato Organizzatore Locale (MILOC) ha sede a Milano ed è guidato dal Presidente Andrea Locatelli (fondatore di MediaPartners, oggi vicepresidente di Infront) e dal Direttore Generale Paolo Taveggia.
Il MILOC è responsabile dell'organizzazione della manifestazione sportiva iridata.

## Calendario
| Giorno | 1 | 2 | 3 | 4 | 5 | 6 | 7 | 8 | 9  | 10 | 11 | 12 |
| ------ | - | - | - | - | - | - | - | - | -- | -- | -- | -- |
|        |   |   |   |   |   |   |   |   | QF |    | SF | F  |

|  | Preliminari, quarti, semifinali |  | FINALI |

Il 10 settembre è stato osservato un giorno di riposo.

## Risultati
| Categoria                              | Oro                       | Argento             | Bronzo                                  |
| Pesi Minimosca (kg 48) (dettagli)      | Pürevdorjiin Serdamba     | David Ayrapetyan    | Jong Hun Shin Jiazhao Li                |
| Pesi Mosca (kg 51) (dettagli)          | Arroyo McWilliams         | Tugstsogt Nyambayar | Ronny Beblik Misha Aloyan               |
| Pesi Gallo (kg 54) (dettagli)          | Detelin Dalakliev         | Eduard Abzalimov    | John Joseph Nevin Yankiel León          |
| Pesi Piuma (kg 57) (dettagli)          | Vasyl' Lomačenko          | Sergey Vodopiyanov  | Óscar Valdez Fierro Bahodirjon Sultonov |
| Pesi Leggeri (kg 60) (dettagli)        | Domenico Valentino        | Josè Pedraza        | Koba Pkhakadze Albert Selimov           |
| Pesi Superleggeri (kg 64) (dettagli)   | Roniel Iglesias Sotolongo | Frankie Gomez       | Munkh Uranchibeg Gyula Káté             |
| Pesi Welter (kg 69) (dettagli)         | Jack Culcay-Keth          | Andrej Zamkovoj     | Botirjon Mahmudov Serik Sapiyev         |
| Pesi Medi (kg 75) (dettagli)           | Abbos Atoev               | Andranik Hakobyan   | Vijender Singh Alfonso Blanco           |
| Pesi Mediomassimi (kg 81) (dettagli)   | Artur Beterbiyev          | Elshod Rasulov      | José Larduet Gómez Abdelkader Bouhenia  |
| Pesi Massimi (kg 91) (dettagli)        | Egor Mehoncev             | Osmai Acosta Duarte | John M'Bumba Oleksandr Usyk             |
| Pesi Supermassimi (kg 91 +) (dettagli) | Roberto Cammarelle        | Roman Kapitonenko   | Viktar Zuyeu Zhang Zhilei               |

## Medagliere
| Posizione | Paese         | Oro | Argento | Bronzo | Totale |
| --------- | ------------- | --- | ------- | ------ | ------ |
| 1         | Russia        | 2   | 4       | 2      | 8      |
| 2         | Italia        | 2   | 0       | 0      | 2      |
| 3         | Cuba          | 1   | 1       | 2      | 4      |
| 3         | Uzbekistan    | 1   | 1       | 2      | 4      |
| 5         | Mongolia      | 1   | 1       | 1      | 3      |
| 5         | Ucraina       | 1   | 1       | 1      | 3      |
| 7         | Porto Rico    | 1   | 1       | 0      | 2      |
| 8         | Germania      | 1   | 0       | 1      | 2      |
| 9         | Bulgaria      | 1   | 0       | 0      | 1      |
| 10        | Armenia       | 0   | 1       | 0      | 1      |
| 10        | Stati Uniti   | 0   | 1       | 0      | 1      |
| 12        | Cina          | 0   | 0       | 2      | 2      |
| 12        | Francia       | 0   | 0       | 2      | 2      |
| 14        | Bielorussia   | 0   | 0       | 1      | 1      |
| 14        | Kazakistan    | 0   | 0       | 1      | 1      |
| 14        | Corea del Sud | 0   | 0       | 1      | 1      |
| 14        | Irlanda       | 0   | 0       | 1      | 1      |
| 14        | Georgia       | 0   | 0       | 1      | 1      |
| 14        | India         | 0   | 0       | 1      | 1      |
| 14        | Messico       | 0   | 0       | 1      | 1      |
| 14        | Ungheria      | 0   | 0       | 1      | 1      |
| 14        | Venezuela     | 0   | 0       | 1      | 1      |
| Totale    | Totale        | 11  | 11      | 22     | 44     |